# Direktübertragung
Als Direktübertragung oder Direktanzeige wird in der Sprachwissenschaft ein bestimmtes Interferenzphänomen bezeichnet; dabei werden irrtümlich Elemente (Formen, Wörter, Strukturen) von einer Sprache in eine andere übernommen, in der sie aber nicht korrekt sind. Der Sprecher oder Schreiber ist sich dessen in der Regel jedoch nicht bewusst. Ursache ist meist eine unzureichende Kenntnis der Zielsprache und die damit einhergehende teilweise Unfähigkeit, in diese Sprache richtig zu übersetzen.
Computerprogramme zur heuristischen Übersetzung benutzen die Direktanzeige einzelner Wörter meist als letzte Zuflucht, wenn regelbasierte Übersetzung und Suchen im Wörterbuch erfolglos geblieben sind.
Ein Beispiel für eine Direktanzeige ist die Übersetzung des englischen Worts „nation“ in das deutsche „Nation“ – gelegentlich kann diese zutreffen, aber öfter wäre etwa „Volk“ oder sogar „Leute“ oder „Menschen“ die richtige Übersetzung. Ein weiteres, oft in den Nachrichten anzutreffendes Beispiel ist das englische Wort „administration“, das oft als „Administration“ ins Deutsche übertragen wird, obwohl damit meist der Begriff „Regierung“ gemeint ist. 